# 百済王教徳
百済王 教徳（くだらのこにきし きょうとく、旧字体：百濟王 敎德）は、奈良時代から平安時代初期にかけての貴族。陸奥鎮守将軍・百済王俊哲の子。官位は従四位上・刑部卿。

## 経歴
従五位下に叙爵後、延暦7年（788年）右兵庫頭に任ぜられる。翌延暦8年（789年）讃岐介として地方官に転じると、延暦18年（799年）上総守と桓武朝半ば以降に地方官を歴任した。
その後、正五位下まで昇進したのち、平城朝の大同3年（808年）宮内大輔に任官する。嵯峨朝では治部大輔・刑部卿と京官を歴任する一方、弘仁3年（812年）従四位下、弘仁7年（816年）従四位上と昇進した。
弘仁13年（822年）卒去。最終官位は刑部卿従四位上。

## 官歴
『六国史』による。
- 時期不詳：従五位下
- 延暦7年（788年） 2月28日：右兵庫頭
- 延暦8年（789年） 2月4日：讃岐介
- 時期不詳：従五位上
- 延暦18年（799年） 9月10日：上総守
- 時期不詳：正五位下
- 大同3年（808年） 9月5日：宮内大輔
- 弘仁3年（812年） 正月7日：従四位下
- 弘仁5年（814年） 9月7日：治部大輔
- 弘仁7年（816年） 2月20日：従四位上
- 時期不詳：刑部卿
- 弘仁13年（822年） 10月20日：卒去（刑部卿従四位上）

## 系譜
- 父：百済王俊哲[1]
- 母：不詳
- 生母不明の子女
  - 男子：百済王鏡仁[1]
  - 女子：百済王貞香[1] - 桓武天皇宮人
  - 女子：百済王真徳[1] - 女孺